# Cephalorrhynchus brassicifolius
Cephalorrhynchus brassicifolius là một loài thực vật có hoa trong họ Cúc. Loài này được (Boiss.) Tuisl mô tả khoa học đầu tiên năm 1968.